# Borås simarena

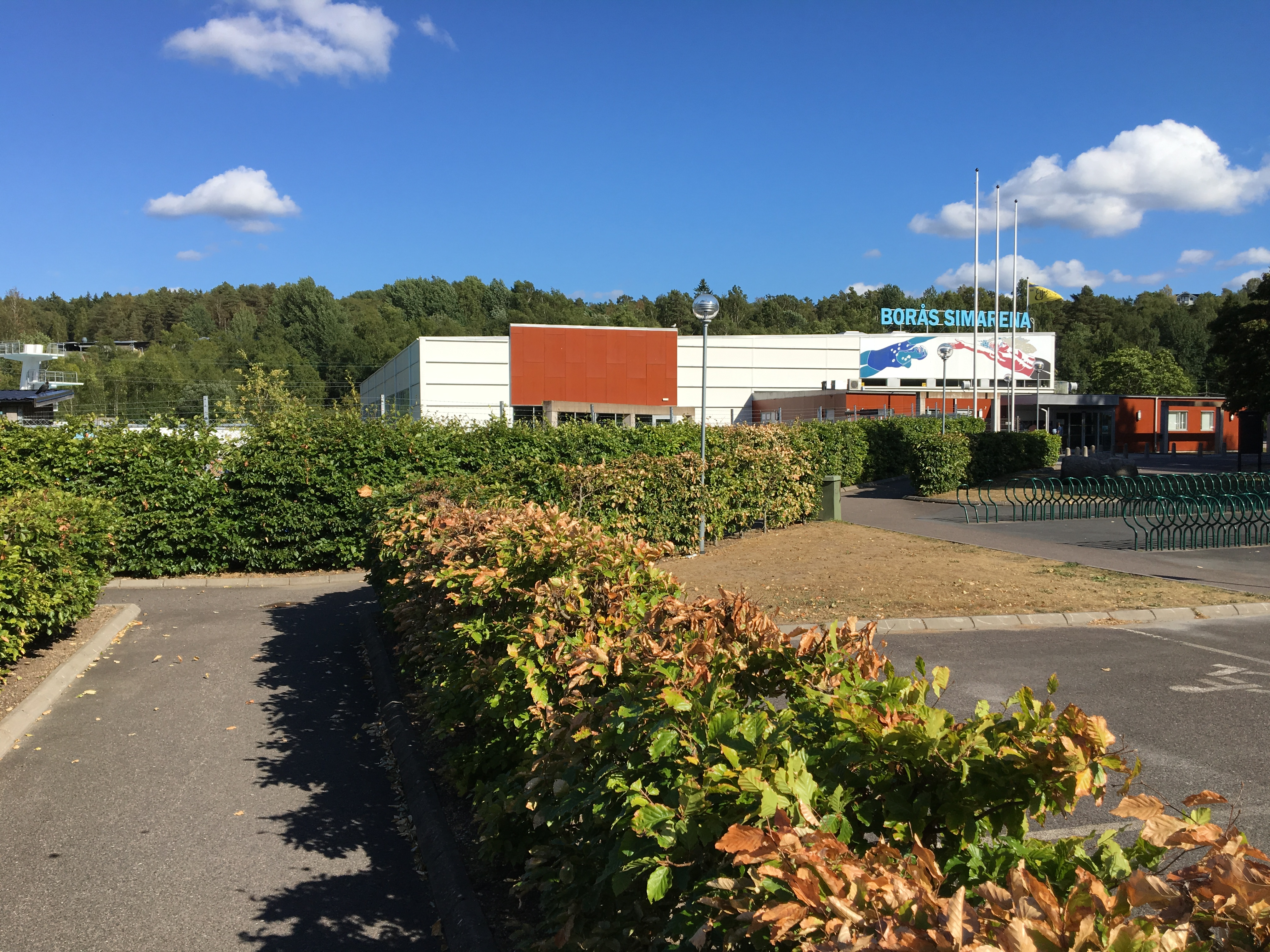
Borås Simarena augusti 2018

Borås Simarena är en bad- och simanläggning för motionssimning, simträning och vattensport på Alidelundsgatan 12 i Borås. Simarenan har en motions-, tränings- och tävlingsbassäng, en undervisningsbassäng samt en läktare för 250 besökare. På arenan anordnas simtävlingar och andra arrangemang. Precis utanför simarenan ligger det tempererade utomhusbadet Alidebergsbadet som har öppet under sommarmånaderna. Anläggningen ligger ca 2 km norr om centrum och strax norr om Knallelandsområdet. Simarenan ligger bredvid Borås djurpark och ett stenkast från Saltemads camping.
Borås simarena är simklubben Elfsborgs hemarena. 
Simarenan invigdes 5 juni 2010.